# Natalia Matvéyeva
Natalia Konstantínovna Matvéyeva –en ruso, Наталья Константиновна Матвеева– (Moscú, URSS, 23 de mayo de 1986) es una deportista rusa que compitió en esquí de fondo. Ganó una medalla de plata en el Campeonato Mundial de Esquí Nórdico de 2019, en la prueba de velocidad por equipo.

## Palmarés internacional
| Campeonato Mundial | Campeonato Mundial | Campeonato Mundial | Campeonato Mundial   |
| Año                | Lugar              | Medalla            | Prueba               |
| ------------------ | ------------------ | ------------------ | -------------------- |
| 2017               | Lahti (Finlandia)  | Medalla de plata   | Velocidad por equipo |